# Гідравлічний трубопровідний транспорт вуглемасляного агломерату
Гідравлічний трубопровідний транспорт вуглемасляного агломерату.

Структурні зміни вуглемасляного грануляту при його гідравлічному транспортуванні: а,б - вихідний гранулят з вугілля 1 - 0 і 0,1 - 0 мм, х2; в,г - конгломерат грануляту на дільниці 20 - 25 км.

Механізм процесів гідротранспортування грануляту і вугілля суттєво відрізняються, що, очевидно, пояснюється різними поверхневими властивостями частинок вугілля і гранул. Транспортування вугілля не супроводжується зчепленням окремих частинок. При рухові гідросуміші грануляту по трубопроводу дисперсність матеріалу визначається співвідношенням сил аутогезійного зчеплення Fз і сил руйнування Fру вуглереагентних комплексів та їх конгломератів дією механічних та гідродинамічних факторів транспортування. Очевидно, при Fз < Fру гранулят характеризується автономністю окремих гранул в несучому потоці робочої рідини, а при Fз > Fру зв'язністю маси гранул. Таким чином, вугільна гідросуміш є вільно-дисперсною системою тоді як грануляційна може бути як вільно-, так і зв'язнодисперсною. При цьому структурні зміни вуглемасляного грануляту, що відбуваються в процесі його транспортування здійснюють вирішальний вплив на характер кривих i(V), режим течії гідросуміші.